# Thời gian là tiền bạc, hiệu suất là sinh mệnh

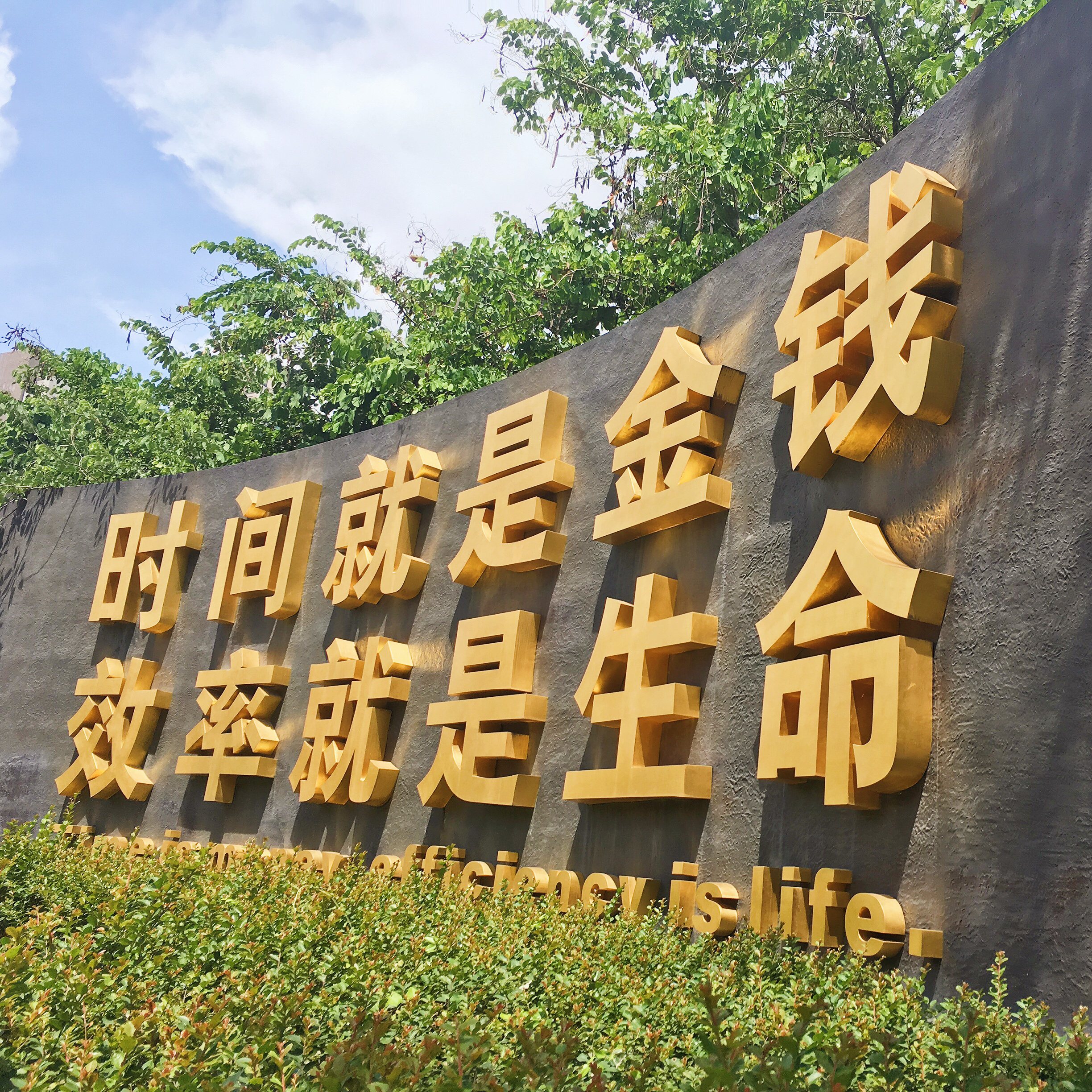
Khẩu hiệu này được khắc họa trên một biển hiệu lớn ở Xà Khẩu, Thâm Quyến (tại ngã tư đại lộ Nam Hải, đường Thái Tử và đường Công nghiệp số 1).

"Thời gian là tiền bạc, hiệu suất là sinh mệnh" (tiếng Trung: 时间就是金钱，效率就是生命; Hán-Việt: Thời gian tựu thị kim tiền, hiệu suất tựu thị sinh mệnh) là khẩu hiệu nổi tiếng về cải cách kinh tế Trung Quốc. Đây là danh ngôn của Viên Canh, khi ông cho công bố câu nói này vào năm 1981 trên cương vị là giám đốc khu công nghiệp Xà Khẩu, Thâm Quyến. Khẩu hiệu này thường gắn liền với thuật ngữ "tốc độ Thâm Quyến". Sau khi Đặng Tiểu Bình thị sát Thâm Quyến vào năm 1984 thì khẩu hiệu này lại càng phổ biến rộng rãi ở Trung Quốc.